# Eden Golan
Eden Golan (héberül: עדן גולן, oroszul: Эден Голан; Kfar Szaba, 2003. október 5. – ) izraeli énekesnő. Ő képviselte Izraelt a 2024-es Eurovíziós Dalfesztiválon Malmőben Hurricane című dalával.

## Magánélete
Golan 2003-ban született az izraeli Kfar Szabában. Gyerekként a szüleivel Moszkvába költöztek az apja munkája miatt, ahol 13 évet töltöttek el. Édesapja, Eddie lett-zsidó származású, míg anyja, Olga ukrán-zsidó származású. Golannak egy öccse van, Sean. Nagyapja, Jurij a Moszkvai Állami Egyetem Újságírói Karán végzett, és a Szovjet Ifjúság című lapnál dolgozott. Golan elmondása szerint vegyes érzelmei vannak az Oroszországban eltöltött idővel kapcsolatban, ugyanis miközben ott kezdte el építeni a zenei karrierjét, az antiszemitizmus gyakori megnyilvánulása miatt sokszor kényelmetlenül érezte magát.

## Pályafutása
2015-ben Golan részt vett a Junior Eurovíziós Dalfesztivál oroszországi válogatójában. A döntőben az ötödik helyezett lett és 22 pontot szerzett a Szcsasztye című dallal. 2016-ban fellépett a New Wave zenei versenyen a Krímben, ahol előadta a Howl at the Moon című dalt Nyushával közösen. 2018-ban Golan döntős lett a The Voice Kids című műsor ötödik évadában, Pelageja csapatában.
Golan megnyerte a 2024. február 6-án rendezett HaKokhav HaBa című tehetségkutató műsor tizedik évadjának a döntőjét, ahol a szakmai zsűri, valamint közönség pontjai alakították ki a végeredményt. A verseny fődíjaként ő képviselhette hazáját az Eurovíziós Dalfesztiválon. A verseny május 9-én rendezett második elődöntőjéből első helyezettként jutott tovább a döntőbe, ahol az ötödik helyen végzett.
2025-ben ő hirdette ki az izraeli szakmai zsűri pontjait az Eurovíziós Dalfesztiválon.

## Diszkográfia

### Kislemezek
- Szcsastye (2015)
- Ghost Town (2022)
- Let Me Blow Ya Mind (2022)
- Taxi (2023)
- Dopamine (2023)
- Hurricane (2024)
- Older (2024)
- Wait for You (2025)

### Közreműködések
- Pieces (2025, Offer Nissim)

## Fordítás
- Ez a szócikk részben vagy egészben  az   Eden Golan című angol Wikipédia-szócikk fordításán alapul.  Az eredeti cikk szerkesztőit annak laptörténete sorolja fel. Ez a jelzés csupán a megfogalmazás eredetét és a szerzői jogokat jelzi, nem szolgál a cikkben szereplő információk forrásmegjelöléseként.